# Stazione di Culoz
La stazione di Culoz  è la principale stazione ferroviaria a servizio di Culoz, situata nel dipartimento di Ain, nella regione Alvernia-Rodano-Alpi.
È servita da TGV e dal TER.
La sua apertura all'esercizio avvenne nel 1857.